# Yáng
Pour les articles homonymes, voir Yang.
Yáng est la transcription en pinyin des sinogrammes traditionnel 楊 et simplifié 杨, signifiant saule, peuplier, tremble.
Yáng (杨 ou 楊) se retrouve dans le nom de famille de :
- Aska Yang (1978-), un chanteur taïwanais ;
- Yang Banhou, un maître de tai-chi-chuan fondateur du guangping Yang taiji ;
- Yang Chengfu (1883-1936), un maître de tai-chi-chuan ;
- Chen Ning Yang (1922-), un physicien théoricien américain ;
- Edward Yang (1947-2007), un réalisateur et scénariste ;
- Yang Feng, un capitaine de cavalerie de la période des Trois Royaumes de Chine ;
- Yang Guifei (719-756), la concubine favorite de l'empereur Tang Xuanzong ;
- Yang Hui (1238-1298), un mathématicien chinois ;
- Yang Jiang (1911-2016), une écrivaine et traductrice chinoise ;
- Jerry Yang (1968-), le cofondateur de Yahoo ;
- Yang Jiechi (1950-), un diplomate et homme politique chinois ;
- Yang Kaihui (1901-1930), la deuxième femme de Mao Zedong ;
- Yang Liwei (1965-), le premier spationaute chinois ;
- Yang Luchan (1799-1872), un maître de tai-chi-chuan ;
- Yang Shangkun (1907-1998), un président de la République populaire de Chine ;
- Yang Xiong (53 av. J.-C. – 18 ap. J.-C.), un philosophe et un poète chinois ;
- Yang Yang (A) (1976-), une patineuse de short-track chinoise ;
- Yang Yang (S) (1977-), une patineuse de short-track chinoise ;
- Yang Yu (1985-), une nageuse chinoise ;
- Yang Zhongjian (1897-1979), un paléontologue chinois.
- Yang Jianli (1963-), un dissident chinois resident aux USA.